# Nesozetidae
Nesozetidae zijn  een familie van mijten. Bij de familie zijn twee geslachten met twee soorten ingedeeld.